# Zafra

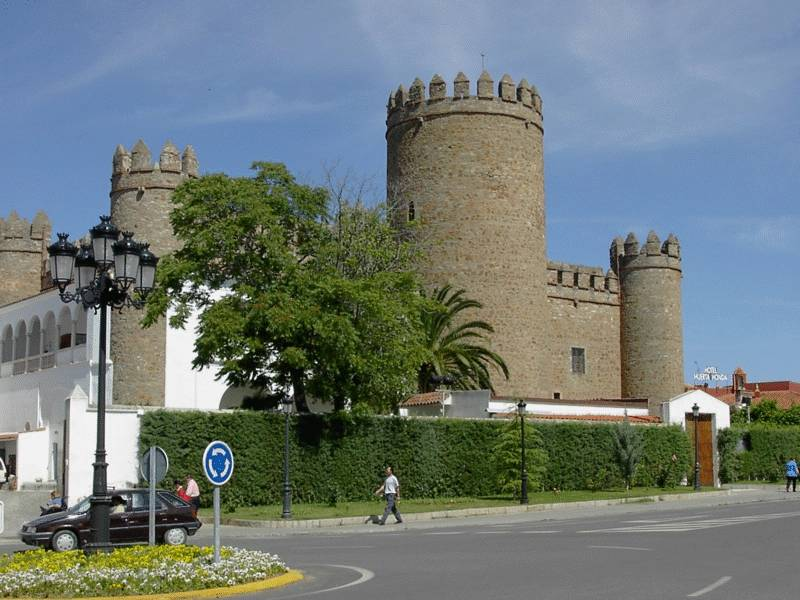
Zamek w Zafrze

Zafra – miasto w Hiszpanii, w prowincji Badajoz w regionie Extremadura. Jest to zarazem jedna z najbardziej przemysłowych gmin regionu, również ważny węzeł komunikacyjny leżący na skrzyżowaniu szlaków łączących ze sobą m.in.: takie miasta jak: Badajoz, Merida, Sewilla, Huelva i Cordoba.
Zafira jest także często nazywana Sevilla la Chica (Mała Sewilla). Znajdują się tu dwa arkadowe place: Plaza Grande i Plaza Chica będące świadectwem pozostałości po mauretańskich budowniczych. W czasach podbojów kolonialnych w mieście zatrzymał się, zanim wyruszył na podbój Meksyku hiszpański konkwistador Hernán Cortés.